# Ratigher
Ratigher, pseudonyme de Francesco D’Erminio (né en 1978 à Popoli) est un auteur de bande dessinée italien principalement actif sur la scène alternative locale.
Il remplace en mars 2017 Igort comme directeur éditorial de la maison d'édition Coconino Press.

## Publication française
- Trame : Le Poids d'une tête coupée  (trad. Christophe Roberto Gouveia), Genève (Suisse), Atrabile, coll. « Sang », 2013, 112 p. (ISBN 978-2-88923-004-4).

## Récompense
- 2012 : Mention spéciale au prix Micheluzzi de la meilleure bande dessinée pour Trame : Le Poids d'une tête coupée
- 2015 : Prix Micheluzzi de la meilleure bande dessinée pour Le ragazzine stanno perdendo il controllo. La società le teme. La fine è azzurra